# South Eastern Railway (Regne Unit)
South Eastern Railway (SER) fou una companyia de ferrocarril del Regne Unit que enllaçava Londres amb Kent. La companyia es va formar a partir de dues companyies London and Greenwich Railway (LGR) i Canterbury and Whitstable Railway (CWR).